# Unstoppable - Fuori controllo
Unstoppable - Fuori controllo (Unstoppable) è un film del 2010, l'ultimo diretto da Tony Scott.
Il film, con protagonisti Denzel Washington e Chris Pine, è ispirato all'incidente ferroviario del CSX 8888 avvenuto in Ohio il 15 maggio del 2001, quando un treno merci trasportante rifiuti tossici avanzò fuori controllo, senza nessuno a bordo, per oltre 100 chilometri, prima che un ferroviere riuscisse a saltare sul treno in corsa e tirare il freno.

## Trama
In uno scalo merci ferroviario del Nord della Pennsylvania, il treno 777, un grosso convoglio dotato di due locomotori GE AC4400CW, il 777, che dà il nome al convoglio, e il 767, posto subito dietro, deve essere spostato dal binario su cui si trova, che deve essere impegnato da un altro treno trasportante una scolaresca di bambini. Durante lo spostamento del 777, le condotte dei freni ad aria dei 39 vagoni che formano il convoglio, come è usuale negli spostamenti all'interno dei depositi, non vengono collegate ai locomotori. A un certo punto Dewey, il manovratore che sta movimentando il treno, si accorge di uno scambio girato verso il binario sbagliato e decide, contro il regolamento, di scendere per raddrizzarlo. Prima di scendere, attiva il freno moderabile e imposta erroneamente il comando dell'accelerazione sulla posizione di massimo, non necessaria in uno scalo, facendo prendere velocità al treno; di conseguenza Dewey non riesce a sistemare lo scambio e  nel tentativo di risalire sul mezzo ormai troppo veloce, cade e il convoglio inizia a viaggiare contromano senza controllo.
Intanto, in un'altra stazione, i macchinisti Frank Barnes e Will Colson iniziano la loro giornata lavorativa sul treno 1206 agganciando 20 vagoni; tuttavia Will, distratto e soprappensiero in quanto sta affrontando un periodo di separazione dalla moglie a causa di un ordine restrittivo nei suoi confronti, aggancia erroneamente 5 vagoni in più del previsto.
Al centro di controllo delle ferrovie, Dewey e un addetto, Gillece, informano la direttrice Connie Hooper dell'accaduto. Dewey dichiara che il freno moderabile era inserito, sostenendo che quindi il treno dovrebbe fermarsi. Connie ordina ai due di inseguire il treno lungo il tracciato e chiama il saldatore Ned Oldham, ordinandogli di ruotare uno scambio per togliere il 777 dal tracciato principale. Secondo i calcoli di Connie il treno dovrebbe transitare dopo circa 15 minuti, tuttavia Ned muove lo scambio e aspetta il treno per diverso tempo, finché non vede arrivare Dewey e Gillece a bordo di un pick-up che inseguono il mezzo lungo la ferrovia. A questo punto diventa chiaro che il treno è già passato e non sta rallentando, bensì è in trazione e sta accelerando sempre di più.
Il 777 continua così la sua corsa incontrollata e tutti gli altri treni che vengono deviati su binari secondari per evitare uno scontro; purtroppo il 1206 si trova costretto a rimanere sulla linea principale a causa dei vagoni in più agganciati da Will; lui e Frank si dirigono quindi verso il binario di manutenzione più vicino.
Intanto la notizia del treno fuori controllo si diffonde e crea il panico tra la popolazione, in quanto il convoglio trasporta più di 100.000 litri di gasolio e fenolo, sostanze altamente tossiche e infiammabili; Connie allora consiglia al vice presidente della compagnia ferroviaria Oscar Galvin di far deragliare il treno immediatamente nelle campagne, prima che raggiunga numerosi gruppi di centri abitati. Galvin però rifiuta, dichiarando di non voler distruggere uno dei suoi stessi treni e decide di optare per un piano alternativo: usare un'altra locomotiva, guidata dal macchinista veterano Judd Stewart, per far rallentare il 777 e permettere a un marine, Ryan Scott, di scendere da un elicottero, entrare nella cabina del treno in corsa ed arrestarlo. Il piano fallisce in quanto il marine si ferisce gravemente e Judd viene deviato verso un binario secondario, ma quando la sua locomotiva attraversa lo scambio è ancora troppo veloce e deraglia, morendo sul colpo.
Sul 1206, Frank viene a sapere della morte di Judd, suo amico e accelera per raggiungere il prima possibile il binario secondario. Il 777 passa davanti al 1206 proprio quando quest'ultimo è quasi riuscito a liberare la linea principale, sventrando l'ultimo vagone del convoglio.
Mentre il 777 passa davanti a loro, Frank osserva che l'ultimo vagone del convoglio ha un accoppiatore aperto e capisce che, se la motrice del 1206 invertisse la marcia e raggiungesse il treno, potrebbero unirsi ed usare i propri freni per rallentare. Quando viene informato che la cittadina di Arklow è stata evacuata, Frank deduce che la compagnia intende far deragliare il convoglio in quella zona, così sgancia la motrice del 1206 dai vagoni e parte a marcia indietro, riferendo il suo piano a Connie e Galvin e sostenendo che l'idea del deragliamento non possa funzionare in quanto la velocità e il peso del 777 sono troppo elevati. Galvin liquida l'idea e minaccia di licenziare Frank, il quale risponde che gli è già stato mandato un preavviso di pensione forzato. Galvin minaccia allora di licenziare anche Will quando quest'ultimo appoggia il piano di Frank, ma entrambi lo ignorano e si lanciano all'inseguimento del 777.
Quando il convoglio raggiunge Arklow, accade esattamente ciò che Frank aveva previsto: il 777, a causa della velocità elevata e del peso, distrugge i sistemi di deragliamento controllato e prosegue la sua corsa. Sapendo che il piano di Frank è l'unica possibilità rimasta, Connie lo appoggia e prende il controllo della situazione con l'aiuto di Scott Werner, un esperto di tecnologie ferroviarie che quel giorno avrebbe dovuto svolgere una presentazione alla scolaresca di bambini. Nel frattempo sia la moglie di Will, Darcy, che le figlie di Frank, Nicole e Maya, apprendono dai notiziari del treno fuori controllo e dell'inseguimento che i loro familiari stanno compiendo.
Frank e Will raggiungono finalmente il 777 e tentano di innestare l'accoppiatore, rompendo la chiusura di un vagone e causando una fuoriuscita di grano. Il perno di bloccaggio non si innesta e Will riesce a metterlo in posizione con un calcio, ma si ferisce al piede destro nel processo e rischia di cadere dalla locomotiva. Will torna poi nella cabina del 1206, dove aziona in modo alternato i freni dinamici e l'acceleratore, mentre Frank si fa strada pericolosamente attraverso i vagoni del 777 ed innesta manualmente i freni su ognuno di essi. Alla fine i freni del 1206 si guastano e la velocità dei due treni aumenta di nuovo, ma Frank e Will riescono a rallentarli quanto basta per evitare il deragliamento sulla curva di Stanton, accanto a cui si trova una fabbrica di materiali tossici; tuttavia il convoglio riprende ben presto velocità e Frank si ritrova bloccato nel suo percorso verso i locomotori. Proprio in quel momento però arriva Ned con il suo furgone ed una scorta della polizia, che affianca il treno su una strada parallela ai binari. Will salta sul camion di Ned, che lo porta verso la parte anteriore del 777, dove riesce a saltare sulla locomotiva e a prendere il controllo del grosso convoglio, fermandolo.
Frank, Will e Ned vengono così acclamati come degli eroi. Nell'epilogo prima dei titoli di coda si scopre che Frank è stato promosso ed è andato tranquillamente in pensione con tutti i benefici, Will ha ritrovato l'affetto di suo figlio e della moglie (che aspetta un secondo figlio), Connie è stata promossa al ruolo di vice presidente ricoperto fino a quel momento da Galvin (licenziato per la sua inettitudine nel gestire la situazione) ed il marine Ryan Scott è guarito completamente dalle ferite riportate; Dewey invece, ritenuto responsabile del disastro sfiorato, è stato licenziato dal servizio in ferrovia e ha trovato lavoro in un fast food.

## Produzione
Prima di poter iniziare a girare il film, i produttori hanno dovuto fronteggiare una serie di ostacoli concernenti principalmente il casting e i tagli al budget messo a disposizione. La 20th Century Fox inizialmente aveva affidato nel giugno del 2007 a Martin Campbell il compito di dirigere il film, dopo aver approvato la sceneggiatura scritta da Mark Bomback. Tuttavia nel marzo del 2009 Tony Scott prese il posto di Campbell alla regia. La fase di casting iniziò poco dopo, Denzel Washington e Chris Pine furono tra i primi ad unirsi al progetto. Successivamente, nel mese di giugno, la fase di pre-produzione subì un duro colpo e il film rischiò anche di essere cancellato. La Fox infatti, che aveva già abbassato il budget a disposizione da 107 a 100 milioni di dollari, decise di ridurlo ulteriormente a 90 milioni di dollari, con una conseguente riduzione d'ingaggio sia per i produttori che per gli attori. Dopo questa decisione e poiché il destino del film, che non aveva ancora né una data per l'inizio delle riprese, né una presunta data di uscita, divenne incerto, Denzel Washington abbandonò formalmente il progetto nei primi giorni di luglio. Tuttavia alla fine dello stesso mese l'attore ritornò nel cast dopo una nuova contrattazione con i dirigenti della Fox.
La fase di casting si completò nel mese di agosto, quando, tra gli altri attori, furono ingaggiati anche Rosario Dawson, Kevin Dunn e Jessy Schram. Le riprese iniziarono il 31 agosto 2009 nella Rust Belt degli Stati Uniti, letteralmente la cintura di ruggine, un'area industriale compresa tra Pennsylvania, Ohio e Virginia. Il 21 novembre 2009 si verificò anche un incidente durante le riprese: nel villaggio di Bridgeport, in Ohio, il treno utilizzato per girare il film deragliò, senza provocare danni o feriti, ma bloccando la produzione per un giorno.
Durante la fase di pre-produzione, prima di assumere il titolo attuale, il film era conosciuto anche con i titoli di lavorazione 8888 e Runaway Train.

## Distribuzione
Il film è stato distribuito a livello internazionale tra il 10 e il 12 novembre 2010 a cura della 20th Century Fox. I primi paesi in cui è stata proiettata la pellicola sono Francia e Belgio, mentre in Italia e negli Stati Uniti è uscito il 12 novembre.

### Versione italiana
La direzione del doppiaggio italiano è a cura di Marco Guadagno, su dialoghi di Lorena Bertini, per conto della SEDIF. La sonorizzazione, invece, venne affidata alla Technicolor Spa.

## Accoglienza

### Incassi
Complessivamente la pellicola ha incassato circa 170 milioni di dollari.

### Critica
Per il San Francisco Chronicle il film è stato migliore di quello precedente diretto da Tony Scott, Pelham 123 - Ostaggi in metropolitana, essendo più lineare, mentre USA Today ha molto apprezzato l'interpretazione di Denzel Washington. Un film «superbo» è stato il giudizio di Roger Ebert sul Chicago Sun-Times, che ha spiegato come la suspense si mantenga ottima per tutta la sua durata. Il critico statunitense ha anche espresso un giudizio positivo per le musiche e la fotografia. Su Rotten Tomatoes, il film ha un indice di gradimento dell'87% con un voto medio di 6.9/10 basato su 198 recensioni. Su Metacritic, ha ottenuto un punteggio di 69/100 basato su 32 recensioni, con giudizi "generalmente favorevoli".